# Liste der Mitglieder des Schottischen Parlaments (2. Wahlperiode)

Direktmandate der einzelnen Wahlkreise nach Partei. rot=Labour, gelb=SNP, orange=LibDem, blau=Conservative, grau=parteilos

Diese Liste gibt einen Überblick über alle Mitglieder des Schottischen Parlaments der 2. Wahlperiode (2003–2007).

## Zusammensetzung
Nach den Schottischen Parlamentswahlen 2003 setzte sich das Parlament wie folgt zusammen:
| Fraktion                                     | Zu Beginn der Legislaturperiode | Abgänge                    | Zugänge                | Saldo | Ende der Legislaturperiode |
| -------------------------------------------- | ------------------------------- | -------------------------- | ---------------------- | ----- | -------------------------- |
| Labour Party                                 | 50                              | Watson                     | Gordon                 | ±0    | 50                         |
| Scottish National Party (SNP)                | 27                              | Ewing (†), Martin, Reid    | Watt                   | −2    | 25                         |
| Conservative Party                           | 18                              | Monteith, Mundell, Scanlon | Brownlee, Petrie       | −1    | 17                         |
| Liberal Democrats (LibDem)                   | 17                              | Raffan                     | Arbuckle               | ±0    | 17                         |
| Scottish Green Party                         | 7                               |                            |                        | ±0    | 7                          |
| Scottish Socialist Party (SSP)               | 6                               | Byrne, Sheridan            |                        | −2    | 4                          |
| Scottish Senior Citizens Unity Party (SSCUP) | 1                               |                            |                        | ±0    | 1                          |
| Solidarity                                   | 0                               |                            | Byrne, Sheridan        | +2    | 2                          |
| Parteilos                                    | 3                               |                            | Martin, Monteith, Reid | +3    | 6                          |
| Gesamt                                       | 129                             | 129                        | 129                    | 129   | 129                        |

Anmerkungen:
1. 1 2 3 4  Zurückgetreten
2. ↑  George Reid wurde zum Presiding Officer gewählt und ließ folglich seine Parteimitgliedschaft für die Dauer der Amtsausübung ruhen.

## Abgeordnete
Bei einem Eintrag in der Spalte Wahlkreis hat der betreffende Abgeordnete das Direktmandat dieses Wahlkreises gewonnen. Anderenfalls wurde ein Listenmandat für die in der Spalte Wahlregion angegebene Wahlregion errungen.
| Mitglied des Parlaments | geb. | Partei       | Wahlregion            | Wahlkreis                             | Erststimmen in % | Bemerkungen |
| ----------------------- | ---- | ------------ | --------------------- | ------------------------------------- | ---------------- | --- |
| Brian Adam              | 1948 | SNP          | North East Scotland   | Aberdeen North                        | 33,5             | |
| Bill Aitken             | 1947 | Conservative | Glasgow               |                                       |                  | |
| Wendy Alexander         | 1963 | Labour       | West of Scotland      | Paisley North                         | 47,9             | |
| Andrew Arbuckle         | 1944 | LibDem       | Mid Scotland and Fife |                                       |                  | ab 01/05 als Nachfolger von Keith Raffan                                                                           |
| Jackie Baillie          | 1964 | Labour       | West of Scotland      | Dumbarton                             | 42,2             | |
| Shiona Baird            | 1946 | Green        | North East Scotland   |                                       |                  | |
| Richard Baker           | 1974 | Labour       | North East Scotland   |                                       |                  | |
| Mark Ballard            | 1971 | Green        | Lothians              |                                       |                  | |
| Chris Ballance          | 1952 | Green        | South of Scotland     |                                       |                  | |
| Scott Barrie            | 1962 | Labour       | Mid Scotland and Fife | Dunfermline West                      | 34,3             | |
| Sarah Boyack            | 1961 | Labour       | Lothians              | Edinburgh Central                     | 32,4             | |
| Rhona Brankin           | 1950 | Labour       | Lothians              | Midlothian                            | 48,6             | ab 01/07: Ministerin für Gemeinden                                                                                 |
| Ted Brocklebank         | 1942 | Conservative | Mid Scotland and Fife |                                       |                  | |
| Robert Brown            | 1947 | LibDem       | Glasgow               |                                       |                  | |
| Bill Butler             | 1956 | Labour       | Glasgow               | Glasgow Anniesland                    | 45,3             | |
| Derek Brownlee          | 1974 | Conservative | South of Scotland     |                                       |                  | ab 06/05 als Nachfolger von David Mundell                                                                          |
| Rosemary Byrne          | 1948 | SSP          | South of Scotland     |                                       |                  | |
| Dennis Canavan          | 1942 | parteilos    | Central Scotland      | Falkirk West                          | 55,7             | |
| Malcolm Chisholm        | 1949 | Labour       | Lothians              | Edinburgh North and Leith             | 38,2             | 05/03–10/04: Minister für Gesundheit und Fürsorge 10/04–12/06: Minister für Gemeinden                              |
| Cathie Craigie          | 1954 | Labour       | Central Scotland      | Cumbernauld and Kilsyth               | 41,6             | |
| Bruce Crawford          | 1955 | SNP          | Mid Scotland and Fife |                                       |                  | |
| Frances Curran          | 1961 | SSP          | West of Scotland      |                                       |                  | |
| Margaret Curran         | 1963 | Labour       | Glasgow               | Glasgow Baillieston                   | 52,9             | 05/03–10/04: Ministerin für Gemeinden ab 10/04: Ministerin für Parlamentsangelegenheiten                           |
| Roseanna Cunningham     | 1951 | SNP          | Mid Scotland and Fife | Perth                                 | 33,9             | |
| David Davidson          | 1943 | Conservative | North East Scotland   |                                       |                  | |
| Susan Deacon            | 1964 | Labour       | Lothians              | Edinburgh East and Musselburgh        | 43,6             | |
| James Douglas-Hamilton  | 1942 | Conservative | Lothians              |                                       |                  | |
| Helen Eadie             | 1947 | Labour       | Mid Scotland and Fife | Dunfermline East                      | 49,9             | |
| Fergus Ewing            | 1957 | SNP          | Highlands and Islands | Inverness East, Nairn and Lochaber    | 30,9             | |
| Margaret Ewing          | 1945 | SNP          | Highlands and Islands | Moray                                 | 42,2             | † März 2006 |
| Linda Fabiani           | 1956 | SNP          | Central Scotland      |                                       |                  | |
| Patricia Ferguson       | 1958 | Labour       | Glasgow               | Glasgow Maryhill                      | 49,3             | 05/03–10/04: Ministerin für Parlamentsangelegenheiten ab 10/04: Ministerin für Tourismus, Kultur und Sport         |
| Alex Fergusson          | 1949 | Conservative | South of Scotland     | Galloway and Upper Nithsdale          | 38,2             | |
| Ross Finnie             | 1947 | LibDem       | West of Scotland      |                                       |                  | Minister für Umwelt und ländliche Entwicklung                                                                      |
| Colin Fox               | 1959 | SSP          | Lothians              |                                       |                  | |
| Murdo Fraser            | 1965 | Conservative | Mid Scotland and Fife |                                       |                  | |
| Phil Gallie             | 1939 | Conservative | South of Scotland     |                                       |                  | |
| Rob Gibson              | 1945 | SNP          | Highlands and Islands |                                       |                  | |
| Karen Gillon            | 1967 | Labour       | South of Scotland     | Clydesdale                            | 45,6             | |
| Marlyn Glen             | 1951 | Labour       | North East Scotland   |                                       |                  | |
| Patricia Godman         | 1939 | Labour       | West of Scotland      | West Renfrewshire                     | 34,1             | |
| Annabel Goldie          | 1950 | Conservative | West of Scotland      |                                       |                  | |
| Charles Gordon          | 1939 | Labour       | Glasgow               | Glasgow Cathcart                      | 37,7             | ab 09/05 als Nachfolger von Mike Watson                                                                            |
| Donald Gorrie           | 1933 | LibDem       | Central Scotland      |                                       |                  | |
| Christine Grahame       | 1944 | SNP          | South of Scotland     |                                       |                  | |
| Robin Harper            | 1940 | Green        | Lothians              |                                       |                  | |
| Patrick Harvie          | 1973 | Green        | Glasgow               |                                       |                  | |
| Hugh Henry              | 1952 | Labour       | West of Scotland      | Paisley South                         | 40,8             | 11/06–05/07: Minister für Bildung und Jugendliche                                                                  |
| John Home Robertson     | 1948 | Labour       | South of Scotland     | East Lothian                          | 43,9             | |
| Janis Hughes            | 1958 | Labour       | Glasgow               | Glasgow Rutherglen                    | 45,8             | |
| Fiona Hyslop            | 1964 | SNP          | Lothians              |                                       |                  | |
| Adam Ingram             | 1951 | SNP          | South of Scotland     |                                       |                  | |
| Gordon Jackson          | 1946 | Labour       | Glasgow               | Glasgow Govan                         | 37,1             | |
| Sylvia Jackson          | 1947 | Labour       | Mid Scotland and Fife | Stirling                              | 36,0             | |
| Cathy Jamieson          | 1956 | Labour       | South of Scotland     | Carrick, Cumnock and Doon Valley      | 48,0             | Justizministerin                                                                                                   |
| Margaret Jamieson       | 1953 | Labour       | Central Scotland      | Kilmarnock and Loudoun                | 40,1             | |
| Alex Johnstone          | 1961 | Conservative | North East Scotland   |                                       |                  | |
| Rosie Kane              | 1961 | SSP          | Glasgow               |                                       |                  | |
| Andy Kerr               | 1962 | Labour       | Central Scotland      | East Kilbride                         | 40,6             | 05/03–10/04: Minister für Finanzen und öffentliche Dienste ab 10/04: Minister für Gesundheit und Fürsorge          |
| Johann Lamont           | 1957 | Labour       | Glasgow               | Glasgow Pollok                        | 43,4             | |
| Carolyn Leckie          | 1965 | SSP          | Central Scotland      |                                       |                  | |
| Marilyn Livingstone     | 1952 | Labour       | Mid Scotland and Fife | Kirkcaldy                             | 46,7             | |
| Richard Lochhead        | 1969 | SNP          | North East Scotland   |                                       |                  | |
| George Lyon             | 1956 | LibDem       | Highlands and Islands | Argyll and Bute                       | 35,1             | |
| Kenny MacAskill         | 1958 | SNP          | Lothians              |                                       |                  | |
| Lewis Macdonald         | 1957 | Labour       | North East Scotland   | Aberdeen Central                      | 32,6             | |
| Margo MacDonald         | 1943 | parteilos    | Lothians              |                                       |                  | |
| Kenneth Macintosh       | 1962 | Labour       | West of Scotland      | Eastwood                              | 35,9             | |
| Kate Maclean            | 1958 | Labour       | North East Scotland   | Dundee West                           | 32,9             | |
| Maureen Macmillan       | 1943 | Labour       | Highlands and Islands |                                       |                  | |
| Campbell Martin         | 1960 | SNP          | West of Scotland      |                                       |                  | |
| Paul Martin             | 1967 | Labour       | Glasgow               | Glasgow Springburn                    | 59,0             | |
| Tricia Marwick          | 1953 | SNP          | Mid Scotland and Fife |                                       |                  | |
| Jim Mather              | 1947 | SNP          | Highlands and Islands |                                       |                  | |
| Michael Matheson        | 1970 | SNP          | Central Scotland      |                                       |                  | |
| Stewart Maxwell         | 1963 | SNP          | West of Scotland      |                                       |                  | |
| Christine May           | 1948 | Labour       | Mid Scotland and Fife | Central Fife                          | 41,4             | |
| Frank McAveety          | 1962 | Labour       | Glasgow               | Glasgow Shettleston                   | 56,6             | 05/03–10/04: Minister für Tourismus, Kultur und Sport                                                              |
| Tom McCabe              | 1954 | Labour       | Central Scotland      | Hamilton South                        | 46,5             | ab 10/04: Minister für Finanzen und öffentliche Dienste                                                            |
| Jack McConnell          | 1960 | Labour       | Central Scotland      | Motherwell and Wishaw                 | 54,1             | First Minister |
| Bruce McFee             |      | SNP          | West of Scotland      |                                       |                  | |
| Jamie Mcgrigor          | 1949 | Conservative | Highlands and Islands |                                       |                  | |
| David McLetchie         | 1952 | Conservative | Lothians              | Edinburgh Pentlands                   | 37,2             | |
| Michael McMahon         | 1961 | Labour       | Central Scotland      | Hamilton North and Bellshill          | 53,0             | |
| Duncan McNeil           | 1950 | Labour       | West of Scotland      | Greenock and Inverclyde               | 40,7             | |
| Pauline McNeill         | 1962 | Labour       | Glasgow               | Glasgow Kelvin                        | 35,7             | |
| Des McNulty             | 1952 | Labour       | West of Scotland      | Clydebank and Milngavie               | 39,9             | |
| Nanette Milne           | 1942 | Conservative | North East Scotland   |                                       |                  | |
| Margaret Mitchell       | 1952 | Conservative | Central Scotland      |                                       |                  | |
| Brian Monteith          | 1957 | Conservative | Mid Scotland and Fife |                                       |                  | |
| Alasdair Morgan         | 1945 | SNP          | South of Scotland     |                                       |                  | |
| Alasdair Morrison       | 1968 | Labour       | Highlands and Islands | Na h-Eileanan an Iar                  | 47,0             | |
| Bristow Muldoon         | 1964 | Labour       | Lothians              | Livingston                            | 43,6             | |
| Mary Mulligan           | 1960 | Labour       | Lothians              | Linlithgow                            | 41,8             | |
| David Mundell           | 1962 | Conservative | South of Scotland     |                                       |                  | |
| John Farquhar Munro     | 1934 | LibDem       | Highlands and Islands | Ross, Skye and Inverness West         | 43,1             | |
| Elaine Murray           | 1954 | Labour       | South of Scotland     | Dumfries                              | 40,0             | |
| Alex Neil               | 1951 | SNP          | Central Scotland      |                                       |                  | |
| Irene Oldfather         | 1954 | Labour       | South of Scotland     | Cunninghame South                     | 49,0             | |
| Peter Peacock           | 1952 | Labour       | Highlands and Islands |                                       |                  | 05/03–11/06: Minister für Bildung und Jugendliche                                                                  |
| Cathy Peattie           | 1951 | Labour       | Central Scotland      | Falkirk East                          | 51,7             | |
| David Petrie            | 1946 | Conservative | Highlands and Islands |                                       |                  | ab 04/06 als Nachfolger von Mary Scanlon                                                                           |
| Mike Pringle            | 1945 | LibDem       | Lothians              | Edinburgh South                       | 32,1             | |
| Jeremy Purvis           | 1974 | LibDem       | South of Scotland     | Tweeddale, Ettrick and Lauderdale     | 32,9             | |
| Nora Radcliffe          | 1946 | LibDem       | North East Scotland   | Gordon                                | 38,1             | |
| Keith Raffan            | 1949 | LibDem       | Mid Scotland and Fife |                                       |                  | |
| Reid George             | 1939 | SNP          | Mid Scotland and Fife | Ochil                                 | 38,3             | |
| Shona Robison           | 1966 | SNP          | North East Scotland   | Dundee East                           | 39,6             | |
| Euan Robson             | 1954 | LibDem       | South of Scotland     | Roxburgh and Berwickshire             | 41,2             | |
| Mike Rumbles            | 1956 | LibDem       | North East Scotland   | West Aberdeenshire and Kincardine     | 46,0             | |
| Mark Ruskell            |      | Green        | Mid Scotland and Fife |                                       |                  | |
| Mary Scanlon            | 1947 | Conservative | Highlands and Islands |                                       |                  | bis 04/06 |
| Eleanor Scott           | 1951 | Green        | Highlands and Islands |                                       |                  | |
| John Scott              | 1951 | Conservative | South of Scotland     | Ayr                                   | 40,7             | |
| Tavish Scott            | 1966 | LibDem       | Highlands and Islands | Shetland                              | 46,1             | 06/05–06/06: Minister für Verkehr und Telekommunikation ab 06/06: Verkehrsminister                                 |
| Tommy Sheridan          | 1964 | SSP          | Glasgow               |                                       |                  | |
| Elaine Smith            | 1963 | Labour       | Central Scotland      | Coatbridge and Chryston               | 56,3             | |
| Iain Smith              | 1960 | LibDem       | Mid Scotland and Fife | North East Fife                       | 46,0             | |
| Margaret Smith          | 1961 | LibDem       | Lothians              | Edinburgh West                        | 43,3             | |
| Nicol Stephen           | 1960 | LibDem       | North East Scotland   | Aberdeen South                        | 45,9             | 05/03–06/05: Minister für Verkehr und Telekommunikation ab 06/05: Minister für Unternehmen und lebenslanges Lernen |
| Stewart Stevenson       | 1946 | SNP          | North East Scotland   | Banff and Buchan                      | 52,9             | |
| Jamie Stone             | 1954 | LibDem       | Highlands and Islands | Caithness, Sutherland and Easter Ross | 36,7             | |
| Nicola Sturgeon         | 1970 | SNP          | Glasgow               |                                       |                  | |
| John Swinburne          | 1930 | SSCUP        | Central Scotland      |                                       |                  | |
| John Swinney            | 1964 | SNP          | Mid Scotland and Fife | North Tayside                         | 44,9             | |
| Murray Tosh             | 1950 | Conservative | South of Scotland     |                                       |                  | |
| Jean Turner             | 1939 | parteilos    | West of Scotland      | Strathkelvin and Bearsden             | 31,1             | |
| Jim Wallace             | 1954 | LibDem       | Highlands and Islands | Orkney                                | 45,7             | 05/03–06/05: stellvertretender First Minister und Minister für Unternehmen und lebenslanges Lernen                 |
| Mike Watson             | 1949 | Labour       | Glasgow               | Glasgow Cathcart                      | 39,2             | |
| Maureen Watt            | 1951 | SNP          | North East Scotland   |                                       |                  | ab 04/06 als Nachfolger von Richard Lochhead                                                                       |
| Andrew Welsh            | 1944 | SNP          | North East Scotland   | Angus                                 | 44,5             | |
| Sandra White            | 1951 | SNP          | Glasgow               |                                       |                  | |
| Karen Whitefield        | 1970 | Labour       | Central Scotland      | Airdrie and Shotts                    | 59,0             | |
| Allan Wilson            | 1954 | Labour       | West of Scotland      | Cunninghame North                     | 38,9             | |